# A Tale of Two Devils
A Tale of Two Devils is het tweede album van de Nederlandse indierockband Voicst uit 2008.

## Geschiedenis
A Tale of Two Devils kwam uit op 11 januari 2008, vier jaar na hun debuutalbum 11-11. Nog geen maand later verscheen op 2 februari 2008 de eerste single van het album: "Everyday I Work on the Road". De single werd verkozen tot megahit op 3FM en behaalde de eerste positie in de Kink 40 van Kink FM en de 17e positie in de Nederlandse Mega Top 50. Op 11 mei 2008 verscheen de tweede single van het album: "Feel Like a Rocket".
Na het uitbrengen van het album toerde Voicst door Europa (onder andere België, Spanje, Frankrijk en Portugal) maar trad de band vooral veel op in eigen land.

## Nummers
1. "High as an Amsterdam Tourist" – 3:15
2. "Feel Like a Rocket" – 2:24
3. "Feelings Explode" – 2:51
4. "Aha Erlebnis" – 3:09
5. "A Year and a Bit" – 3:46
6. "Everyday I Work on the Road" – 3:46
7. "Don't Get Me Wrong" – 2:35
8. "So Simple That It's Hard to Understand" – 3:07
9. "Second Blow" – 3:42
10. "E-Slick" – 3:21
11. "Mixed Words" - 4:17
12. "Two Devils" - 1:58

Alle muziek en tekst door Voicst

## Bezetting
- Tjeerd Bomhof - zang, gitaar
- Sven Woodside - basgitaar, achtergrondzang
- Joppe Molenaar - drums, Samples
- Rutger Hoedemaekers - draaitafels, samples

## Singles
- "Everyday I Work on the Road" (2 februari 2008)
- "Feel Like a Rocket" (11 mei 2008)
- "High as an Amsterdam Tourist" (10 augustus 2008)
- "A Year and a Bit" (april 2009)

## Video's
Van de nummers "Everyday I Work on the Road", "Feel Like a Rocket" en "High as an Amsterdam Tourist" werden videoclips gemaakt die regelmatig te zien waren op Nederlandse muziekzenders als MTV/MTV Brand New en TMF Nederland/TMF NL.

## Hitnotering
| "A Tale Of Two Devils" in de Nederlandse Album Top 100 - binnen: 19 januari 2008 | "A Tale Of Two Devils" in de Nederlandse Album Top 100 - binnen: 19 januari 2008 | "A Tale Of Two Devils" in de Nederlandse Album Top 100 - binnen: 19 januari 2008 | "A Tale Of Two Devils" in de Nederlandse Album Top 100 - binnen: 19 januari 2008 | "A Tale Of Two Devils" in de Nederlandse Album Top 100 - binnen: 19 januari 2008 | "A Tale Of Two Devils" in de Nederlandse Album Top 100 - binnen: 19 januari 2008 | "A Tale Of Two Devils" in de Nederlandse Album Top 100 - binnen: 19 januari 2008 | "A Tale Of Two Devils" in de Nederlandse Album Top 100 - binnen: 19 januari 2008 | "A Tale Of Two Devils" in de Nederlandse Album Top 100 - binnen: 19 januari 2008 | "A Tale Of Two Devils" in de Nederlandse Album Top 100 - binnen: 19 januari 2008 | "A Tale Of Two Devils" in de Nederlandse Album Top 100 - binnen: 19 januari 2008 | "A Tale Of Two Devils" in de Nederlandse Album Top 100 - binnen: 19 januari 2008 | "A Tale Of Two Devils" in de Nederlandse Album Top 100 - binnen: 19 januari 2008 | "A Tale Of Two Devils" in de Nederlandse Album Top 100 - binnen: 19 januari 2008 | "A Tale Of Two Devils" in de Nederlandse Album Top 100 - binnen: 19 januari 2008 | "A Tale Of Two Devils" in de Nederlandse Album Top 100 - binnen: 19 januari 2008 | "A Tale Of Two Devils" in de Nederlandse Album Top 100 - binnen: 19 januari 2008 | "A Tale Of Two Devils" in de Nederlandse Album Top 100 - binnen: 19 januari 2008 | "A Tale Of Two Devils" in de Nederlandse Album Top 100 - binnen: 19 januari 2008 | "A Tale Of Two Devils" in de Nederlandse Album Top 100 - binnen: 19 januari 2008 | "A Tale Of Two Devils" in de Nederlandse Album Top 100 - binnen: 19 januari 2008 |
| Week                                                                             | 1                                                                                | 2                                                                                | 3                                                                                | 4                                                                                | 5                                                                                | 6                                                                                | 7                                                                                | 8                                                                                |                                                                                  | 9                                                                                | 10                                                                               | 11                                                                               |                                                                                  | 12                                                                               |                                                                                  | 13                                                                               | 14                                                                               | 15                                                                               | 16                                                                               |                                                                                  |
| -------------------------------------------------------------------------------- | -------------------------------------------------------------------------------- | -------------------------------------------------------------------------------- | -------------------------------------------------------------------------------- | -------------------------------------------------------------------------------- | -------------------------------------------------------------------------------- | -------------------------------------------------------------------------------- | -------------------------------------------------------------------------------- | -------------------------------------------------------------------------------- | -------------------------------------------------------------------------------- | -------------------------------------------------------------------------------- | -------------------------------------------------------------------------------- | -------------------------------------------------------------------------------- | -------------------------------------------------------------------------------- | -------------------------------------------------------------------------------- | -------------------------------------------------------------------------------- | -------------------------------------------------------------------------------- | -------------------------------------------------------------------------------- | -------------------------------------------------------------------------------- | -------------------------------------------------------------------------------- | -------------------------------------------------------------------------------- |
| Nummer                                                                           | 28                                                                               | 12                                                                               | 20                                                                               | 24                                                                               | 37                                                                               | 56                                                                               | 64                                                                               | 58                                                                               | uit                                                                              | 64                                                                               | 73                                                                               | 89                                                                               | uit                                                                              | 92                                                                               | uit                                                                              | 89                                                                               | 75                                                                               | 93                                                                               | 96                                                                               | uit                                                                              |